# 田口達也
田口 達也（たぐち たつや、1993年〈平成5年〉11月18日 - ）は、日本のギタリスト、ソングライター、編曲家、実業家、デザイナー、映像監督、元YouTuber。岐阜県出身。血液型はB型。

## 来歴
2016年4月5日にメンバーとして所属していたロックバンドCREATEURが解散すると、11月1日に矢野晴人、太我と共にロックバンドNon Stop Rabbitを結成。2017年6月2日に個人事務所「UNorder music entertainment」を設立し、2018年7月4日にNon Stop Rabbitとして1stフルアルバム『全A面』で、Studio Cubic Recordsからインディーズデビュー。
2020年3月に行われる予定であったNon Stop Rabbitの豊洲PITでのワンマンライブが新型コロナウイルス感染拡大によるイベント中止要請を受け中止となり、その件について自身のTwitterにて言及したことで、記事サイトやニュース番組にて取り上げられた。12月9日にNon Stop Rabbitのメンバーとしてフルアルバム『爆誕 -BAKUTAN-』をリリースし、ポニーキャニオンからメジャー・デビュー。
2019年10月26日にオリジナルブランド「TT」を設立し、2022年10月8日に田口がプロデュースする初心者向けのエレクトリック・ギターを販売することを発表した。
2022年10月16日に田口と親交のあるYouTuberジュキヤの率いるグループジュキぱっぱが、田口がプロデュースする楽曲でメジャー・デビューすることを発表し、1か月後の11月16日に書き下ろした楽曲「奇想天外ぽんぽこぽん!!」がリリースされた。
2023年8月23日、ノンラビ解散以降初の提供曲であるPipping Hot『人と違って何が悪いっていうの?』がリリースされ、同年12月25日に自身初のオリジナル楽曲「手紙」をTT名義でリリースした。
2024年6月22日、自身のレーベル「TT MUSIC」を立ち上げ、7月25日にソロ活動初のCDアルバム『Revival』を発売。

## 人物
かつて所属していたNon Stop Rabbitではギターとコーラスを担当しており、作詞作曲、グッズデザインの考案、MVの監督などを行っていた。
中学時代に父親からアコースティック・ギターを購入してもらったことを機にギターを始めたものの、始めたばかりで無知だったこともあり一度挫折した経験がある。
岐阜県立岐南工業高等学校、東京放送芸術&映画・俳優専門学校（9期俳優科）卒業。YouTube上でコラボしたり、MV撮影の手伝いをしている俳優の上本真央と菅原寛は高校卒業後に達也が入学した専門学校東京放送芸術＆映画・俳優専門学校の後輩であり、『三大欲求』のMVに出演している一世一代時代組の悠資も、当時からの後輩である。
Non Stop RabbitとCREATEURの結成前には、Droarというバンドに所属し、UVERworldのコピーバンドを行っていた。Non Stop Rabbit結成以前はCREATEURというバンドでギターを担当しており、当時からグッズ制作などを行っていたが、作曲家を始めたのはNon Stop Rabbitを結成してからである。作曲と並行してベース、ドラム、キーボードなどの担当楽器以外も、全て独学で習得していったという。太我とはUVERworldの楽曲を通して意気投合した。
Gibsonとエンドース契約を結んでいたことを、2022年7月21日に「達也のギターちゃんねる」に投稿された動画にて公言した。
初心者向けのギターを作るに至った経緯について、前述した挫折経験を話した上で、2022年現在も自分がギターを始めた頃と環境がさほど変わっておらず「メーカーが無数にあり、説明が専門用語ばかりで初心者に優しくない」と感じたからであると語っている。

## 使用機材
- ギター
  - PRS Guitars Custom 24 AA 10 PR Signed Headstock[29]
  - PRS Guitars Standard 22[28]
  - Gibson Les Paul Standard 2018[28]
  - Fender Made in Japan Traditional 60s Jazzmaster[29]
  - Momose Custom Craft Guitars MJM-Yozakura/PH-SP'19[29]
  - YAMAHA FS720S[28]
  - PRS SE Angelus[28]
- ベース
  - MUSICMAN[28]
- エフェクター
  - audio-technica ATW-1501[28]
  - One Control AB BOX[28]
  - cry baby 95Q[28]
  - KORG XVP-10[28]
  - PROVIDENCE PEC2[28]
  - BOSS AC-3[28]
  - ELECTRO-HARMONIX CANYON[28]
  - ENGL DM-60[28]

## 作品

### シングル
| #   | 発売日        | タイトル       | 規格 | 規格品番              | 収録内容                                                                                       | 収録アルバム | 備考                 |
| --- | ------------- | -------------- | ---- | --------------------- | ---------------------------------------------------------------------------------------------- | ------------ | -------------------- |
| 1st | 2025年6月27日 | ふるべゆらゆら | CD   | TTM-002（初回限定盤） | 1. ふるべゆらゆら 2. 退化論 3. DELETE 4. ふるべゆらゆら(instrumental） 5. 退化論(instrumental) | 未収録       | 通信販売、数量限定。 |
| 1st | 2025年6月27日 | ふるべゆらゆら | CD   | TTM-0003（通常盤）    | 1. ふるべゆらゆら 2. 退化論 3. DELETE 4. ふるべゆらゆら(instrumental） 5. 退化論(instrumental) | 未収録       | 通信販売、数量限定。 |

### デジタルシングル
| 枚  | 発売日         | タイトル                     | 収録アルバム | 備考                                          |
| --- | -------------- | ---------------------------- | ------------ | --------------------------------------------- |
| 1st | 2023年12月25日 | 手紙                         | 『Revival』  | ソロ活動初楽曲。                              |
| 2nd | 2024年2月17日  | 大人の世界もあるイジメ       | 『Revival』  |                                               |
| 3rd | 2024年3月25日  | ちゃんと不幸でありますように | 『Revival』  |                                               |
| 4th | 2024年4月27日  | Loser                        | 『Revival』  |                                               |
| 5th | 2024年8月8日   | 拝啓、クソじじいへ           | 未収録       |                                               |
| 6th | 2024年8月24日  | 夏ハ終ワリ、ソレハ始マリ。   | 未収録       |                                               |
| 7th | 2024年10月4日  | DELETE                       | 未収録       | 1stCDシングル『ふるべゆらゆら』に収録された。 |
| 8th | 2024年11月5日  | 退化論                       | 未収録       | 1stCDシングル『ふるべゆらゆら』に収録された。 |
| 9th | 2025年5月31日  | ふるべゆらゆら               | 未収録       | 1stCDシングルから先行配信。                   |

### ミニ・アルバム
| 枚  | 発売日        | タイトル | 規格                       | 規格品番 | 収録内容                                                                                         | 備考                 |
| --- | ------------- | -------- | -------------------------- | -------- | ------------------------------------------------------------------------------------------------ | -------------------- |
| 1st | 2024年7月25日 | Revival  | CD・デジタル・ダウンロード | TTM-0001 | 1. familiar 2. 手紙 3. 大人の世界もあるイジメ 4. ちゃんと不幸でありますように 5. Loser 6. SPHINX | 通信販売、数量限定。 |

### 楽曲提供
| 発売日         | アーティスト     | 曲名                          | 収録作品                          | レーベル             |                                |
| -------------- | ---------------- | ----------------------------- | --------------------------------- | -------------------- | ------------------------------ |
| 2017年3月17日  | 有坂敏哉         | 自分の事が嫌いで仕方なかった  | 『Adieu's by All』                |                      | 作曲・編曲（有坂敏哉と共作曲） |
| 2019年4月10日  | なんきんペッパー | 好奇燦然                      | 『超燦然』                        | プラチナムパスポート | 作曲                           |
| 2022年11月16日 | ジュキぱっぱ     | 奇想天外ぽんぽこぽん!!        |                                   | ポニーキャニオン     | 作詞・作曲・プロデュース       |
| 2022年12月14日 | ジュキヤと純平   | 人生トントン説                |                                   | ポニーキャニオン     | 作詞・作曲・プロデュース       |
| 2023年8月23日  | Pipping Hot      | 人と違って何が悪いっていうの? | 『人と違って何が悪いっていうの?』 | インペリアルレコード | 作詞・作曲・MV制作             |
| 2024年1月31日  | Pipping Hot      | はじめの一歩                  | 『5EVA』                          | インペリアルレコード | 作詞・作曲・MV制作             |